# King (film, 2022)
Pour les articles homonymes, voir King.
Pour plus de détails, voir Fiche technique et Distribution.
King est un film d'aventures français réalisé par David Moreau d'après une idée originale de Jean-Baptiste Andrea, et sorti en 2022.

## Synopsis
Un lionceau issu du trafic d'animaux exotiques est trouvé dans une valise par les douaniers d'Orly. Après s'être échappé, il se réfugie dans le pavillon de banlieue où vivent Inès, 12 ans, et son frère Alex. Inès, une jeune fille quelque peu décalée, se met en tête de ramener le lionceau en Afrique. Son frère, obsédé par sa popularité, y voit une bonne occasion de devenir une star des réseaux sociaux. Bien vite, les deux se rendent compte qu'ils n'arriveront à rien sans l'aide d'un adulte, et décident d'aller tirer leur grand-père, qu'ils n'ont rencontré qu'une fois dans leur vie, de sa maison de retraite.

## Fiche technique
- Titre original : King
- Réalisation : David Moreau (et Antoine Sanier, non crédité, pour la fin du tournage)
- Scénario : Jean-Baptiste Andrea, Gael Malry, David Moreau, Zoé Bruneau et Maria Pourchet, d'après une idée originale de Jean-Baptiste Andrea
- Musique : Guillaume Roussel
- Photographie : Antoine Sanier
- Décors : Jean-Philippe Moreaux
- Costumes : Elfie Carlier
- Montage : Guillaume Houssais
- Production : Laurent Baudens et Didar Domehri
  - Coproduction : Geneviève Lemal et Ardavan Safaee
- Société de production : Maneki Films
- Société de distribution : Pathé
- Pays de production :  France
- Langue originale : français
- Format : couleur — 2,35:1
- Genre : aventures, comédie
- Durée : 100 minutes
- Dates de sortie : 
  - France : 16 février 2022

## Distribution
- Gérard Darmon : Max
- Lou Lambrecht : Inès
- Léo Lorléac'h : Alex
- Thibault de Montalembert : Paul Sauvage
- Marius Blivet : Hugo Sauvage
- Clémentine Baert : Louise
- Artus : Thomas
- Vanessa David : commissaire Chaussin
- Laurent Bateau : Martin

## Accueil

### Accueil critique
Le site Allociné donne au film une moyenne de 3,2/5 à partir de l'interprététion de 6 critiques de presse.
Pour CNews, le film « est touchant et riche en rebondissement ». Le Parisien, lui, craque pour le lionceau et pour « ses deux protecteurs sortis du Club des Cinq à l'ère 2.0 ». Plus négatif, Première salue la partie « enfant » mais considère que les parties « concernant les adultes sonnent (...) souvent fausses et font perdre toute la vivacité et l'espièglerie du propos ». Pour La Libre Belgique, il s'agit d'un film français d'aventures « tout ce qu'il y a de plus classique, pour ne pas dire « déjà vu » ».

### Box-office
Pour son premier jour d'exploitation au box-office français, le film se place en 4e position en réalisant 61 960 entrées, dont 13 913 en avant-première, pour 618 copies, le long métrage d'aventure devançant Un autre monde (37 055) et arrivant derrière Hopper et le Hamster des ténèbres (73 568). Au bout d'une semaine d'exploitation, le film descend d'une place (5e) avec 228 478 entrées. Il est précédé dans le classement par le film d'animation Vaillante (294 553), et suivit par le blockbuster Mort sur le Nil (217 714). Lors de sa seconde semaine d'exploitation, le film engrange 105 748 entrées supplémentaires (334 226 entrées cumulées), se plaçant à la 7e place du box-office devant Un autre monde (100 339) et derrière Mort sur le Nil (124 157).
Au box-office international, le film se classe dans le lot de tête des productions françaises avec un total de 900 000 entrées enregistrées en juin 2023.

## Enquête judiciaire en cours pour agression sexuelle
Les faits se seraient déroulés lors d'une soirée privée organisée par et pour l'équipe technique, en dehors des heures de travail, la nuit du 12-13 septembre 2020 à Sète. La technicienne qui accuse David Moreau a porté plainte et a quitté le tournage dans la foulée. Le chef opérateur, Antoine Sanier, a réalisé la fin du film. L'affaire suit son cours.